# Amor tussisque non celatur
 Amor tussisque non celatur лат. (изговор:амур тусискве нон целатур). Љубав и кашаљ се не скривају. 

## Поријекло изреке
Није познат извор ове изреке . 

## Значење
Љубав се не може сакрити колико год да је тајимо и кријемо. Одаје је невидљиви трептај ока. (Мајаковски), или како Латини тачно  и духовито кажу не може се скрити као ни  кашаљ.